# José Roberto Guzzo
José Roberto Dias Guzzo (São Paulo, 10 de julho de 1943 — São Paulo, 2 de agosto de 2025), mais conhecido como J.R. Guzzo, foi um jornalista brasileiro.

## Carreira
J.R Guzzo, como assinava seus textos, começou a carreira em 1961 no jornal Última Hora. Cinco anos depois, foi trabalhar no Jornal da Tarde, do Grupo Estado, e chegou a ser correspondente em Paris.
Entre os anos de 1976 e 1991 foi diretor de redação da revista Veja, na qual voltou a trabalhar, desta vez como colunista, a partir de 2008. Em novembro de 2012, entretanto, o jornalista se viu envolvido numa polêmica em torno de um artigo na revista Veja, cujo teor foi considerado homofóbico por comparar homossexualidade e zoofilia.
Em outubro de 2019, Guzzo foi demitido da Veja, após a revista não publicar sua coluna com críticas ao Supremo Tribunal Federal.
Em 2020, ajudou a fundar a Revista Oeste se tornou destaque entre o público conservador. No ano seguinte, passou a escrever colunas para o Estado de S. Paulo em 2021.

## Morte
No sábado de 2 de agosto de 2025, morreu vítima de um infarto. Segundo a Revista Oeste, a qual é um dos fundadores, morreu às 5h da manhã. O jornalista sofria de problemas crônicos no coração, nos pulmões e nos rins, segundo a família. 